# Сьмілув (Мазовецьке воєводство)
Сьмілув (пол. Śmiłów) — село в Польщі, у гміні Ястшомб Шидловецького повіту Мазовецького воєводства.
Населення — 129 осіб (2011).
У 1975-1998 роках село належало до Радомського воєводства.

## Демографія
Демографічна структура станом на 31 березня 2011 року:
|          | Загалом | Допрацездатний вік | Працездатний вік | Постпрацездатний вік |
| -------- | ------- | ------------------ | ---------------- | -------------------- |
| Чоловіки | 62      | 9                  | 44               | 9                    |
| Жінки    | 67      | 16                 | 35               | 16                   |
| Разом    | 129     | 25                 | 79               | 25                   |